# フューチャーフィルム映画祭
フューチャーフィルム映画祭（フューチャーフィルムえいがさい、Future Film Festival）は、伝統的手法が用いられたアニメーション及びSFXをテーマとした、イタリアの国際的な映画祭。

## 概要
「未来」をテーマとした映画祭であり、コンペティションの他公式上映なども行う。2008年に行われたコンペティションでは候補の10作品の内、新海誠の『秒速5センチメートル』が最高賞であるランチア・プラチナグランプリを、マイケル・アリアスの『鉄コン筋クリート』が審査員特別賞をそれぞれ受賞した。